# 언론소비자주권 국민캠페인
언론소비자주권 국민캠페인은 대한민국의 언론 운동 시민단체이다. 2008년 5월 31일 인터넷 포털 다음에 카페를 개설하여, "조중동폐간 국민캠페인"이란 이름으로 개설되었다가 언론소비자주권 국민캠페인으로 이름을 바꿨다. 간단히 언소주라고 부르기도 한다.

## 개요
언소주는 2008년 5월 31일 포탈사이트 다음에 개설된 조선·중앙·동아에 반대하는 언론소비자들의 커뮤니티로 시작하였다. 이후 이 카페는 2008년 광우병에 우려하여 미국산 쇠고기에 반대하는 정식 언론운동시민단체로 창립되었다. 창립 당시 3000여 명의 창립발기인들이 조직 설립에 참여하였다. 조선일보·동아일보·중앙일보가 여러 가지 사건들을 왜곡하여 보도하고 있다고 비판하면서 해당 신문에 광고를 게재하는 기업들에 대한 광고 불매운동을 하는 한편, 그러한 사례들을 보도 비평 사이트를 통해 알리고 있다. 2009년 6월 21일 '언소주'에 따르면, 지난 8일 광고주 불매운동을 처음 시작할 때 5만 3000여명이던 회원이 21일 현재 7만 2000여명으로 2주 만에 2만명 가까이 늘었다. 나이로는 30대 말에서 40대 초반이 많고, 직업은 회사원·주부·교수·학생 등으로 다양하다고 언소주는 밝혔다.

## 활동

### 조중동 및 관련 종편 광고 불매 운동
2008년 미국산 쇠고기 수입에 반대하는 촛불시위 당시 조선·동아·중앙일보에 광고한 광고주에게 광고를 중지(자제)하라고한 혐의(업무방해)로 기소된 24명 전원이 1심에서유죄가 선고된 후 이전과 다른 다양한 방법으로 광고불매운동을 하고 있다. 현재도 각종 게시판을 통해 조선·동아·중앙일보에 광고한 광고주에 대하여 항의운동을 계속하고 있다. 언소주는 또한 한겨레, 경향신문, 오마이뉴스를 구독 권유하고 있다. 한겨레·경향신문·오마이뉴스, 조선일보·동아일보·중앙일보 등의 광고주 명단도 카페에 기재하고 있다.

#### 1차 광동제약
광동제약이 조선·동아·중앙일보에 비해 한겨레, 경향신문, 오마이뉴스에 적게 광고를 한다는 이유로 광동제약에 대해 불매운동을 전개하였다. 언소주는 조선·동아·중앙일보에 광고를 하지 말아달라고 요구하였으나 여의치 않자 한겨, 경향신문, 오마이뉴스에도 동등하게 광고해 달라고 요구 하여 광동제약이 받아들여, 불매운동을 철회하였다. 그러자 "대기업은 못 건드리고 힘 없는 중견기업을 괴롭힌다"는 비난 여론에 휩싸였다. 이에 대해 한겨레는 사설을 통해 "언소주 불매운동은 정당성을 갖고 있으나 불매운동을 하면서 한겨레등 다른 신문에도 조중동과 동등하게 광고를 싣도록 요구한 대목은 논란을 불러일으킬 수 있다"면서, "언소주의 소비자운동이 명분과 정당성을 가지려면 조중동 그 자체에 초점을 맞춰야 한다면서 불매운동 대상 기업이 소비자 의견에 귀를 기울여 ‘편중 광고’를 시정하고 공정하게 광고를 집행할지 여부는 기업 자율에 맡기는 게 타당하다"라고했다. 그러면서 "조선·동아·중앙일보는 불매운동 매도에 앞서 왜 많은 시민들이 자발적으로 불매운동을 하는지 그 이유를 되돌아보고 자성을 하라"고 썼다. 언소주 대표는 "불매운동의 철회 조건으로 조중동과 동등한 광고를 한겨레와 경향신문에 내도록 요구하는 것은 운동 취지에 오해를 부를 소지가 있다고 판단해 불매운동의 목적이 특정 언론에 광고하도록 유도하기 위한 것이 돼서는 안 된다는 회원들의 의견이 있어 앞으로는 조중동 광고 중단에 초점을 맞출 예정”이라고 밝혔다. 한편 동아일보는 언소주가 동아일보의 '한겨레-경향 영업사원이냐 내부서도 불만’제하의 기사와 관련해 "김성균 대표의 부인이 경향신문 기자인 것과 언소주의 동아일보 등 신문 광고 기업에 대한 불매운동과는 무관하고, 김 대표의 국가보안법 위반 사건은 이미 사면되어 실효된 것이라고 알려왔다"고 밝혔다.

#### 2차 삼성그룹
언소주는 2번째 불매운동 기업으로 삼성그룹 5개 계열사인 삼성전자, 삼성화재, 삼성증권, 삼성생명, 삼성에버랜드를 선정했다.
삼성그룹은 한겨레가 삼성에 대해 악의적인 보도로 일관하고 있다고 판단, 지난 2007년부터 한겨레에 대한 광고 게재를 중단한 상태다. 삼성그룹은 언소주가 불매 대상 기업으로 정한 것에 대해, ”공식적으로 논평할 것이 없다“고 말했다. 또한 언소주 카페에 "삼성의 '브랜드 가치'를 떨어뜨리기 위해 글로벌 불매운동을 벌이고, 부정적 이미지를 해외에 알려 수억달러의 광고비를 밑 빠진 독으로 만들자"는등의 의견이 나오자, 국내 경제 전문 연구기관의 한 임원은 "특정 기업에 대한 정상적인 소비자운동이 아니라 국내 대표 그룹을 쓰러뜨릴 수 있다면 국가 이미지가 파괴되어도 상관없다는 '막가파식' 행동"이라며 "견해는 다르지만 대한민국을 함께 잘 만들어보자는 세력이 아니라, 대한민국을 어떻게든 부숴버리고 싶은 반국가 집단 같다"고 말했다. LG그룹 한 임원은 "언소주 회원들은 제정신이 아닌 것 같다"라고 말했다.
반면 정연우 민주언론시민연합 공동대표는 “언소주 불매운동은 기업의 상품뿐 아니라 판매와 광고 전략까지 종합적으로 판단해 소비를 결정하겠다는‘윤리적 소비’의 한국적 사례”라며 지지를 표했다. 또 전응휘 녹색소비자연대 상임이사는 “언소주 운동은 법원에서도 인정한 정당한 소비자운동”이라며 “조중동의 사실 왜곡에 따른 ‘언론품질’을 문제삼는 시민들의 자발적 운동을 ‘경제 죽이기’로 몰아가는 것은 옳지 않다”고 지적했다.

#### 3차 하나투어
언소주는 2009년 7월 13일 홈페이지에 올린 ‘3차 불매 기업으로 자유투어, 하나투어, 롯데관광을 제안합니다’라는 글에서, “관광업의 경우 지금이 성수기”라면서 “지금 불매 운동을 못하면 적기를 놓치는 것”이라고 주장했다. 그러나 언소주는 하나투어와 한겨레의 관계 문제로 불매운동 대상에서 철회했다.

### 주간지 후원
한겨레21, 위클리경향, 시사인, 미디어오늘을 4대 정론 주간지로 규정하고 있다. 이들 주간지를 구독시 매체에 후원의사를 밝히면 매체가 받은 구독료를 언소주와 나누는 것으로 후원할 수 있다. 언소주 운영팀은 매체들로부터 받는 정확한 금액을 밝히지 않겠지만 투명하게 운영하겠다고 공지했다.

### 일간지 후원
한겨레, 경향신문, 오마이뉴스를 정론지로 규정하고 있다. '10만부 후원 /5백만 구독'을 목표로 하고있다. 언소주 정론지후원팀에게 후원하겠다고 의사를 밝히고 후원을 하면, 그 후원금으로 도서관, 미용실, 복지관, 노인정등에 신문을 공급한다. 한편, 해당신문사는 2개월분(연 30,000원)신문을 무료로 '언소주'에 후원하게 된다. 무료로 신문사에서 후원된 신문은 다시 도서관, 미용실, 복지관, 노인정등에 신문을 공급한다.

## 비판과 논란

### 광고 불매운동
《공정언론시민연대》(공언련), 《바른사회시민회의》(바른사회), 《시민과함께하는변호사들》(시변) 등 3개 시민단체가 '광고주협박피해 구제센터'를 열었다. 언소주의 불매운동으로 피해를 입는 기업과 신문사가 구제 대상이며, 피해사례를 접수한 뒤 법적 해결을 꾀하게 된다. 이헌 변호사는 "민사 손해배상뿐 아니라 업무방해와 공갈죄에 해당되는 사안이 있으면 형사고발할 수 있도록 도울 것"이라고 말했다. 홍진표《시대정신》 이사는 "언소주가 자신의 활동에 대해 이념적·공익적 정당성을 아무리 부여한다고 해도 이를 객관화시켜서 보면 협박과 압박 등의 수단을 동원한 비정상적 영업활동"이라고 비판했다. 이헌 변호사는 "언론자유가 침해되고 시장경제를 헤치는 상황을 두고 볼 수 없어 언소주를 상대로 형사고발할 계획"이라고 말했다.
시민과함께하는변호사들(시변)등의 단체는 6월 18일언소주의 행동이 공갈 및 강요죄에 해당한다며 고발장을 접수했다. 시변 등은 고발장에서 “광동제약이 조선, 중앙, 동아일보에 광고를 많이 하고 한겨레, 경향신문에는 광고하지 않는다는 이유로 불매운동을 선언해 광동제약으로 하여금 한겨레와 경향신문에 광고하게 한 것은 업무방해와 폭력행위 등 처벌에 관한 법률 위반인 공갈 및 강요에 해당한다”고 주장했다. 그러나 언소주 측은 "정당한 소비자 운동"이라고 반박했다. 한국광고단체연합회는 6월 24일 긴급 이사회를 열고 ‘언소주’가 진행 중인 ‘특정신문 광고게재기업 제품불매운동’에 대해 즉각적인 중단을 촉구했다. 광고단체연합회는 한국광고주협회와 한국광고업협회 등 23개 회원단체로 구성돼 있다. 광고단체연합회는 언소주의 불법행위가 중단되지 않을 경우, 광고계가 공동으로 검찰에 고발하는 등 강력 대처하겠다고 밝혔다. 한국광고주협회는 [6월 25일] 언소주의 인터넷 카페에서 유통되고 있는 정보로 인해 기업 피해가 속출하고 있다면서, 인터넷 카페의 법령 위반 심의 및 운영 제한 등의 조치가 필요하다며 조선·동아·중앙일보 광고주에 불매 운동을 벌이고 있는 '언소주’의 온라인 카페 운영을 제한시켜 줄 것을 정식으로 요청했다. 한국신문협회 광고협의회는 6월 17일 이사회를 열고 최근 '언론소비자주권국민캠페인(언소주)'이 광고주를 상대로 벌이는 특정 신문 광고 중단 압박과 관련해 광고주 불매 운동을 즉각 중단할 것을 촉구하는 성명서를 발표했다. 협의회는 "광고주 불매 운동은 기업의 광고할 자유와 매체 선택권의 자유를 침해하는 행위"라며 "광고주 압박은 자유민주주의와 시장 경제의 근간을 위협하는 중대한 문제"라고 밝혔다. 그러나 협의회 이사회에 참가하는 19개 신문사 중 경향신문과 한겨레는 이번 성명서 채택에 반대했다. 한겨레는 "언소주 불매운동은 소비자의 건전한 권리 표현이며 합법적인 행위”라며 “임의단체인 광고협의회에서 이를 불법행위로 단정하고 공동대응하는 것은 적절치 않고 문제의 본질을 호도하는 것”이란 내용의 의견서를 광고협의회에 보냈다.

### 신영철 재판 개입
2008년 7월 신영철 대법관의 촛불 관련 사건의 몰아주기 배당이 문제가 되어 서울중앙지법 형사단독 판사가 문제 제기를 하였으며, 2009년 2월 19일 광고불매 소비자운동을 한 24명이 1심에서 전원 유죄 판결을 받았다. 2009년 3월 19일 언론소비자주권 국민캠페인은 신영철 대법관을 《직권남용권리행사방해죄 및 국회에서의 증언·감정 등에 관한 법률》 위반 혐의로 서울중앙지검에 고발하였다. 2009년 5월 13일 이용훈 대법원장은 신 대법관에게 엄중경고와 사건에 대한 유감을 표명하였다. 신영철은 야당과 시민단체들의 사퇴압박이 이어졌으나 끝내 사퇴하지 않았다.

### 임채진 총장 수사지휘권 발언 논란
2009년 6월 5일 임채진 검찰총장은 퇴임식에 앞선 가진 기자간담회에서 외부에 알려진 것보다 자주 법무부가 수사지휘권을 행사한다고 밝혔다. 또한 문서형식으로도 수사지휘를 하였으며 2008년 촛불시위 당시 검찰이 수사했던 조선·동아·중앙일보 광고주 협박 사건을 행사 사례로 들었다. 임 총장은 자신의 발언이 파장을 일으키자 조은석 대검 대변인을 통해 "수사지휘는 구체적 사건에 대한 것이 아니라 일반적 수사지휘였다"고 해명했다. 또 다른 한편에서는 임 총장의 발언이 김 장관의 동반 퇴진을 유도해 후임 총장이 법무부의 외풍으로부터 벗어나게 하기 위한 배려라는 해석도 있다. 검찰 관계자는 "공개적으로 김 장관과의 불화를 언급한 것은 향후 법무부가 수사지휘에 대한 말들을 쉽게 꺼내지 못하게 하려는 의도일 수 있다"고 말했다. 2009년 6월 15일 김경한 법무장관이 검찰총장에게 수사를 특별 지시한 문건이 공개되었다. '인터넷 유해환경 단속에 관한 특별지시'라는 제목의 공문은 다음과 같은 내용을 담고 있다.

- 인터넷은 다양하고 폭넓은 정보 공유와 의견수렴을 가능하게 하는 매체로서 유해요소로부터 안전하고 신뢰가 보장되는 공간이 되어야 할 것입니다.
- 최근 일부 인터넷상에서 명예훼손, 허위사실 유포 및 기업에 대한 광고중단 위협 등의 행위가 위험수위에 이르러 국민들이 크게 우려하고 있는 실정입니다.
- 이에 검찰에서는 인터넷 공간에서 악의적으로 개인정보를 무단 제공하거나, 터무니없는 허위사실을 유포하여 개인의 명예를 훼손하는 등 인터넷 유해환경에 적극 대처하여 주시기 바랍니다.
- 인터넷을 매개로 기업에 대하여 무분별하게 광고를 중단하도록 위협하는 행위 등을 단속하여 정상적인 기업활동을 보호하시기 바랍니다.
- 어려운 여건 하에서도 법질서확립을 위해 맡은 바 직무를 헌신적으로 수행하고 있는 검찰공무원의 노고를 진심으로 치하하며, 신뢰의 인터넷 공간을 만들기 위해 한층 더 노력하여 주실 것을 당부드립니다.…— 유해환경 단속에 관한 특별지시

이는 촛불집회 수사에 대해 정부가 개입한 것으로 해석되면서 비판의 대상이 됐다. 또한 2009년 6월 10일 검찰(서울중앙지검 첨단범죄수사 2부)은 피해 업체의 고소나 고발없이 없었는데도 불구하고, 시민단체인 언론소비자주권국민캠페인이 벌이는 조선·동아·중앙일보 광고주에 대한 불매운동과 관련해 형사처벌 여부를 검토하고 있다고 밝히면서 압박수사 논란이 일었다. 서울중앙지검 최재경 3차장 검사는 "언어·사이버 폭력 등에 대해서는 고소·고발이 없어도 물리적 폭력에 준해 엄히 대응하겠다."고 밝혔다. 이틀 뒤인 6월 12일 첫 불매운동 대상업체의 임원을 참고인 자격으로 소환했고, 언소주 활동으로 업무에 방해를 받은 사실이 있는지, 언소주의 강요로 추가 광고를 집행했는지 등을 조사한 것으로 전해졌다. 이에 대해 민변 송호창 사무차장은 "피해자의 처벌의사 표시는 수사에서 중요한 부분을 차지하는데 이런 절차 없이 먼저 수사에 나선 것은 공권력 남용"이라고 지적했으며, 박근용 참여연대 사법감시센터 팀장은 "선진국에선 보편화된 소비자 권리 운동에 대해 옳다, 그르다는 사회적 논의가 형성되기도 전에 검찰이 수사에 착수함으로써 헌법이 보장한 소비자의 권리를 심각하게 침해했다"고 말했다. 그러나 검찰 관계자는 이러한 이례적인 빠른 수사에 대해서 "실제 어떤 상황이 벌어졌는지 알아보기 위해 업체 관계자를 부른 것일 뿐 형사처벌을 전제로 수사를 진행하는 것은 아니다"고 말했다.

## 재판
2008년6월 26일 검찰이 조선·동아·중앙일보에 대한 광고 중단 운동을 벌이고 있는 인터넷 카페에 대한 실태 조사에 착수했다. 7월 15일 조선·동아·중앙일보에 대한 광고 중단 운동을 수사중인 서울중앙지검 ’인터넷 신뢰저해사범 전담 수사팀’은 포털 다음의 ’언론소비자주권국민캠페인’ 운영진들의 자택과 사무실 등에 대해 전격 압수수색을 실시했다. 검찰은 이날 오전 9시께 수사관 10여 명을 급파해 카페 개설자 이모씨의 서울 쌍문동 집 등 카페 운영진의 자택과 사무실 등 8-9곳에 대해 압수수색을 벌여 컴퓨터 하드디스크 등을 확보했다. 조선·동아·중앙일보 광고주들에 "광고를 중단하라"며 압박한 혐의로 기소된 네티즌들에 대한 재판에서 증인을 폭행한 혐의로 경찰이 김모씨에 대해 신청한 구속영장이 법원에서 기각됐다. 서울중앙지법 김용상 영장전담부장판사는 29일 이같은 혐의로 구속영장이 청구된 김씨(55)에 대한 영장실질심사에서 "계획적 범행으로 보이지 않고 심문과정에서 자신의 잘못을 뉘우치고 반성하는 점 등에 비춰보면 증거를 인멸하거나 도주할 우려가 있다고 보기 어렵다"며 영장을 기각했다. 2008년 서울중앙지법 형사2단독 이림 부장판사는 광고중단 협박을 주도한 혐의로 기소된 이모씨에게 징역 10월에 집행유예 2년을 선고하고, 광고중단 협박에 적극적으로 참여한 19명에게는 100만~300만원의 벌금형을 선고했다. 재판부는 이들의 광고 중단 협박 행위는 "기업의 자유로운 의사결정을 '위력(威力)'으로 제압한 '업무방해' 행위"라고 결론 내렸다. 그리고 2009년 12월 18일 2심 재판이 진행됐다. 서울중앙지법 형사5부(재판장 이응세)는 18일 광고 협박행위와 관련해 기소된 피고인 24명 중 인터넷 포털에 '조중동 폐간 국민 캠페인(현 언론소비자주권국민캠페인)' 카페를 개설해 회원 광고 중단 협박을 주도한 혐의로 기소된 언소주 대표에게 1심과 같이 징역 10월에 집행유예 2년을 선고했다. 광고 중단 협박에 적극 참여한 14명에 대해서는 100만~300만원의 벌금형을 선고하고 이 중 3명에 대해서는 선고를 유예했다. 가담 정도가 약했던 피고인 9명에게는 무죄가 선고됐다. 이들은 2009년 8월 위헌법률심판제청을 신청했다가 법원이 기각하자 지난해 1월 헌법소원을 냈지만, 헌법재판소는 재판관 전원 일치로 합헌결정을 했다.

## 같이 보기
- 신영철
- 박대성
- 조중동
- 2008년 촛불집회
- 공정언론시민연대